# Хотинщина
Хотинщина (также Хотинский округ или Северная Бессарабия) — исторический административный округ в составе Молдавского княжества, одна из составных частей региона Цара-де-Сус (букв. верхняя страна). После 1812 года — название историко-культурной области Бессарабской губернии, в верхней суженной части междуречья рек Прут и Днестр.
Центром округа был город Хотин. В этнографическом контексте рассматривается как одна из традиционно украинских земель Молдавского княжества.